# 瓦普尼亞爾卡 (拉茲傑利納亞區)
46°57′32″N 30°1′53″E / 46.95889°N 30.03139°E
瓦普尼亞爾卡（烏克蘭語：Вапнярка）是位於烏克蘭西南部的村莊，由敖德萨州羅茲季利納區的斯捷潘尼夫卡市鎮負責管轄。該村始建於1834年，面積0.52平方公里，海拔高度152米，2001年人口54，人口密度每平方公里104.25人。